# هنادی ژالکین
هنادی ژالکین (اوکراینی: Геннадій Володимирович Жилкін؛ زادهٔ ۳ اوت ۱۹۶۹) بازیکن فوتبال اهل اتحاد جماهیر شوروی سوسیالیستی است.
از باشگاه‌هایی که در آن بازی کرده‌است می‌توان به باشگاه فوتبال کریفباس کریفیی ریه، باشگاه فوتبال تورپیدو زاپروژیا، باشگاه فوتبال ینی‌سئی کراسنویارسک، باشگاه فوتبال آق‌تپه، باشگاه فوتبال دنیپرو، باشگاه فوتبال تاوریا سیمفروپول، باشگاه فوتبال چرنومورتس نووراسییسک، باشگاه فوتبال مکابی پتخ تیکوا، باشگاه فوتبال آرسنال تولا، و باشگاه فوتبال کارپاتی لویو اشاره کرد.